# Janus

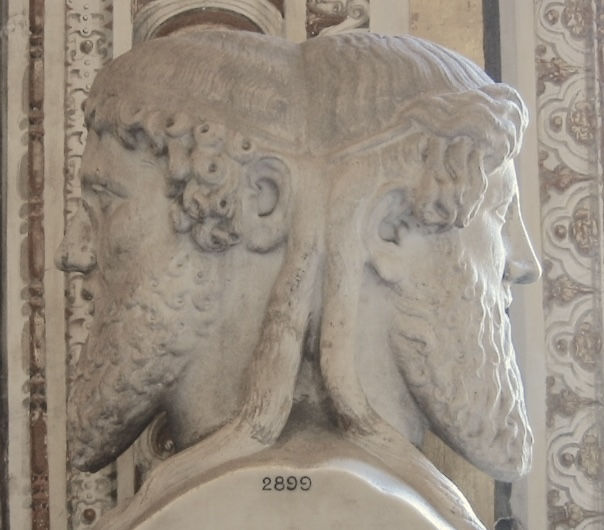
Tượng thần Janus ở Bảo tàng Vatiano.

Trong tôn giáo và thần thoại La Mã cổ xưa, Janus là vị thần của sự khởi đầu và quá trình chuyển đổi, và do đó ông là vị thần của các cổng, cửa, ô cửa, lối đi và các kết cục. Ông thường được mô tả là có hai khuôn mặt, do khi ông nhìn tới tương lai và quá khứ. Thường người ta nghĩ rằng tháng 1 được đặt tên cho Janus (Ianuarius), nhưng theo Niên giám nông dân cổ đại La Mã 'Juno là vị thần giám hộ của tháng.
Janus điều khiển sự khởi đầu và kết thúc của cuộc xung đột, và do đó ông điều khiển chiến tranh và hòa bình. Các cửa ra vào của ngôi đền của ông đã được mở trong thời gian chiến tranh, và đóng cửa để đánh dấu sự hòa bình. Là một vị thần của quá trình chuyển đổi, ông đã có chức năng liên quan đến khai sinh và hành trình và trao đổi, và trong liên kết của mình với Portunus, một bến cảng và cổng thần tương tự, ông quan tâm với việc đi lại, mậu dịch và vận chuyển hàng hóa.
Janus cũng nổi tiếng với ngôi đền "Janus Gemini" ở phía Bắc Rome gần khu Argiletum nước Ý. Khu đền nổi tiếng này được biết đến là luôn đóng cửa và bỏ hoang khi xảy ra chiến tranh và được mở lại chỉ khi hoà bình được thành lập. Vào thời kì Numa, nó đã bị đóng cửa vào năm 235 trước Công nguyên, sau khi cuộc chiến tranh Punic lần thứ nhất và thêm một lần năm 30 trước Công nguyên sau cuộc chiến tranh Actium. Cũng có một số nhà khảo sử học Livy cho rằng nó bị đóng trong khoảng thời gian giữa Numa Pompilus (năm 7 trước Công nguyên) và Augustus (năm 1 trước Công nguyên).